# استاد الدوحة (سخنين)
استاد الدوحة (سخنين)، (بالعبرية: איצטדיון דוחא) وينطق «اتسطديون دوحة» بالعبرية، وهي ملعب رياضي لكرة القدم ومباريات الدوري الإسرائيلي الممتاز، يتبع لنادي اتحاد أبناء سخنين في مدينة سخنين العربية بشمال إسرائيل، تتسع مدرجاته لنحو 10000متفرج. تم افتتاحه رسميًا في عام 2006، بتكلفة 15 مليون دولار، حيث مولت دولة قطر 6 ملايين دولار من تكلفة إقامته كتبرع لعرب ال 48، ولهذا اختارت ادارية بلدية سخنين وإدارة الفريق اطلاق تسمية الدوحة على الملعب.

## احداث مهمة في تاريخ الملعب
رغم نجاح فريق اتحاد أبناء سخنين الرياضي، وهو أول فريق عربي يفوز ببطولة الدولة في موسم 2004/2005، الا انه افتقر لسنوات طويلة للملعب البيتي، بسبب شح الميزانيات والتمييز اتجاه المجتمع العربي في إسرائيل. بعد صعود اتحاد أبناء سخنين إلى الدوري الممتاز في عام 2003، كان لا يزال يقيم تدريباته ومبارياته البيتية خارج سخنين، حيث لم يرقى الملعب الموجود لمستوى المطلوب من قبل رابطة إسرائيل لكرة القدم. وقد تم بناء الملعب بتمويل حكومي وبتمويل من ميزانية البلدية ومن خلال دعم اللجنة الأولمبية الوطنية القطرية.
في 21 أكتوبر 2005، تمت المباراة الأولى في استاد الدوحة في سخنين فكانت النتيجة خسارة اتحاد أبناء سخنين لبني يهودا تل أبيب 3-0.
وقعت في هذا الملعب أحداث عنف متعددة بالذات بعد مباريات سخنين مع فريق الخصم ذا التوجهات العنصرية: بيتار القدس،
في 8 يناير 2006، شهدت المباراة إلقاء الحجارة على مشجعي بيتار القدس، الذين ردوا بتخريب الملعب واشتبكوا مع مشجعي سخنين الذين بقوا في الداخل، وأصيب نحو 20 شخصاً في الحادث.
خلال موسم 2008/09، تم بناء المدرج من الناحية الشمالية، مما أدى إلى زيادة سعته ب 3500 مقعد، يوم 27 ديسمبر عام 2009، أصدرت الشرطة الإسرائيلية أمرا بإغلاق الملعب بعد نهاية عنيفة لمباراة بين أبناء سخنين وآخاء الناصرة.
في أكتوبر عام 2014 كرمت إدارة الفريق وبلدية سخنين ورئيسها مازن غنايم، وهو أحد مؤسسي الفريق، المتبرعون القطريون وشخصيات عربية ساهمت في إقامة الملعب، ومنها عزمي بشارة، مما اثار الرأي ردة فعل إسرائيلية غاضبة لتكريم بشارة، ومطالبة بمعاقبة الفريق، ومنهم وزير الخارجية أنذاك افيغدور ليبرمان الذي طالب إخراج الفريق من الدوري.

## المصدر

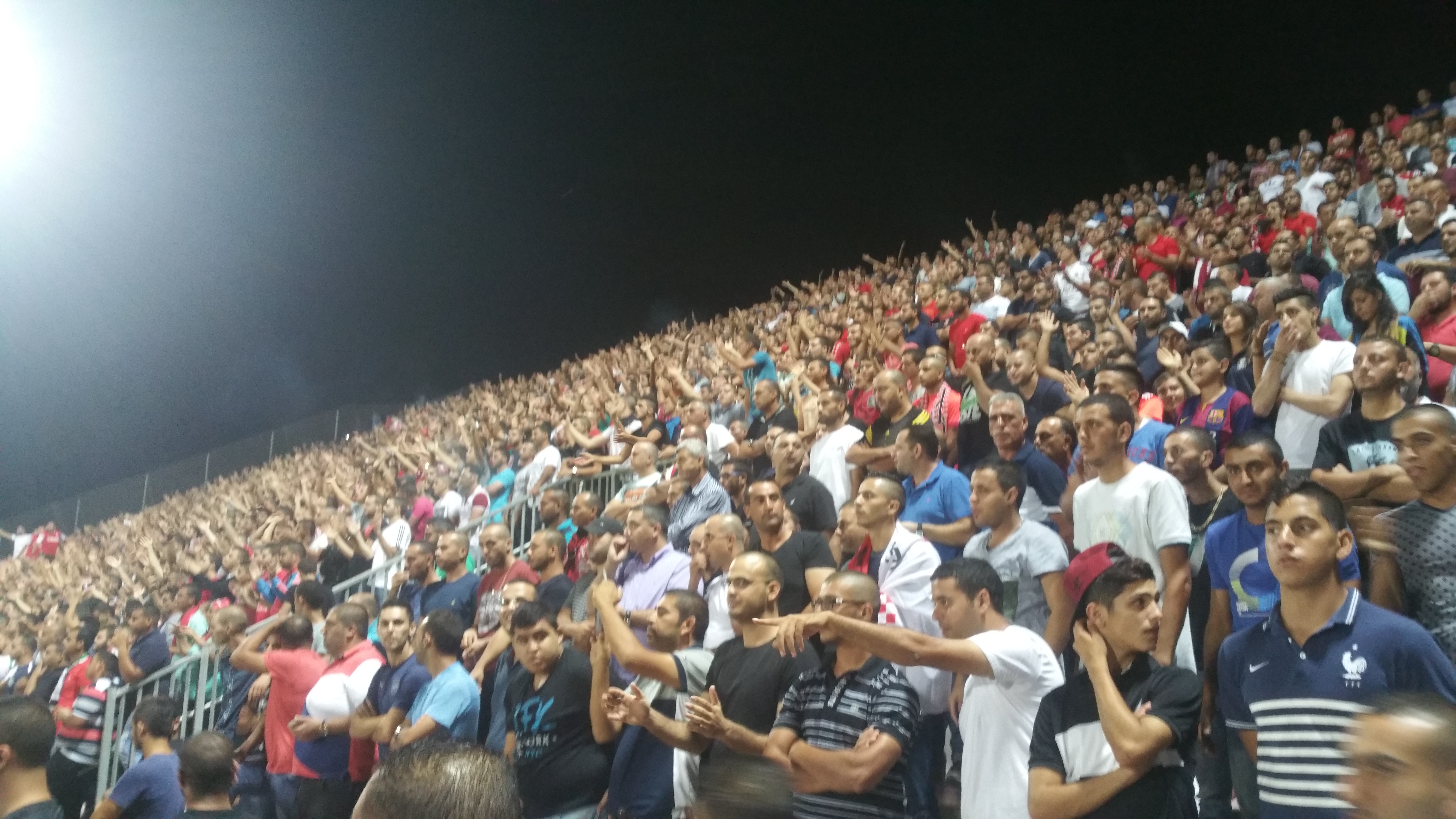
مشجعي اتحاد أبناء سخنين في ستاد الدوحة 2015

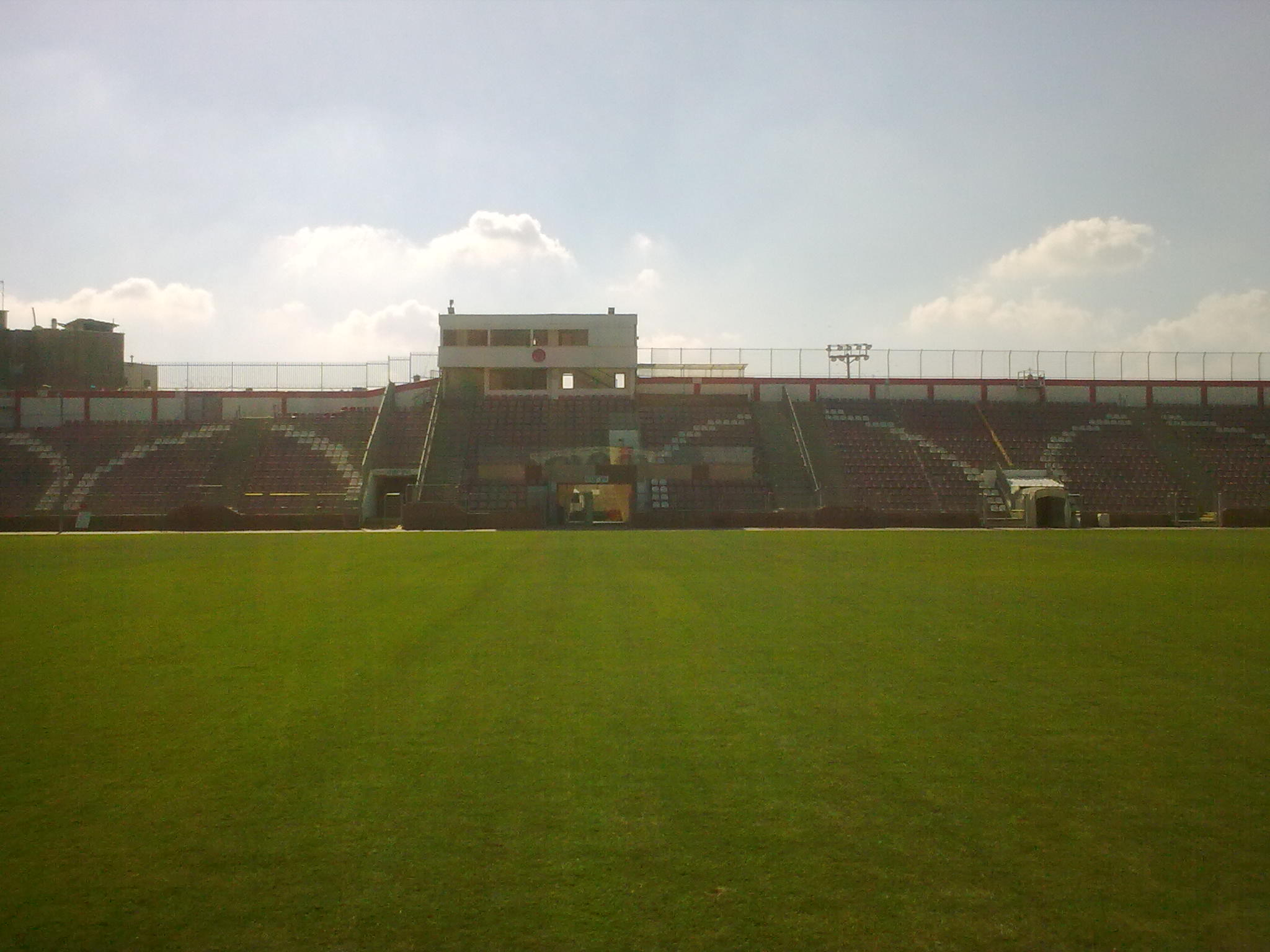
اضافة صورة

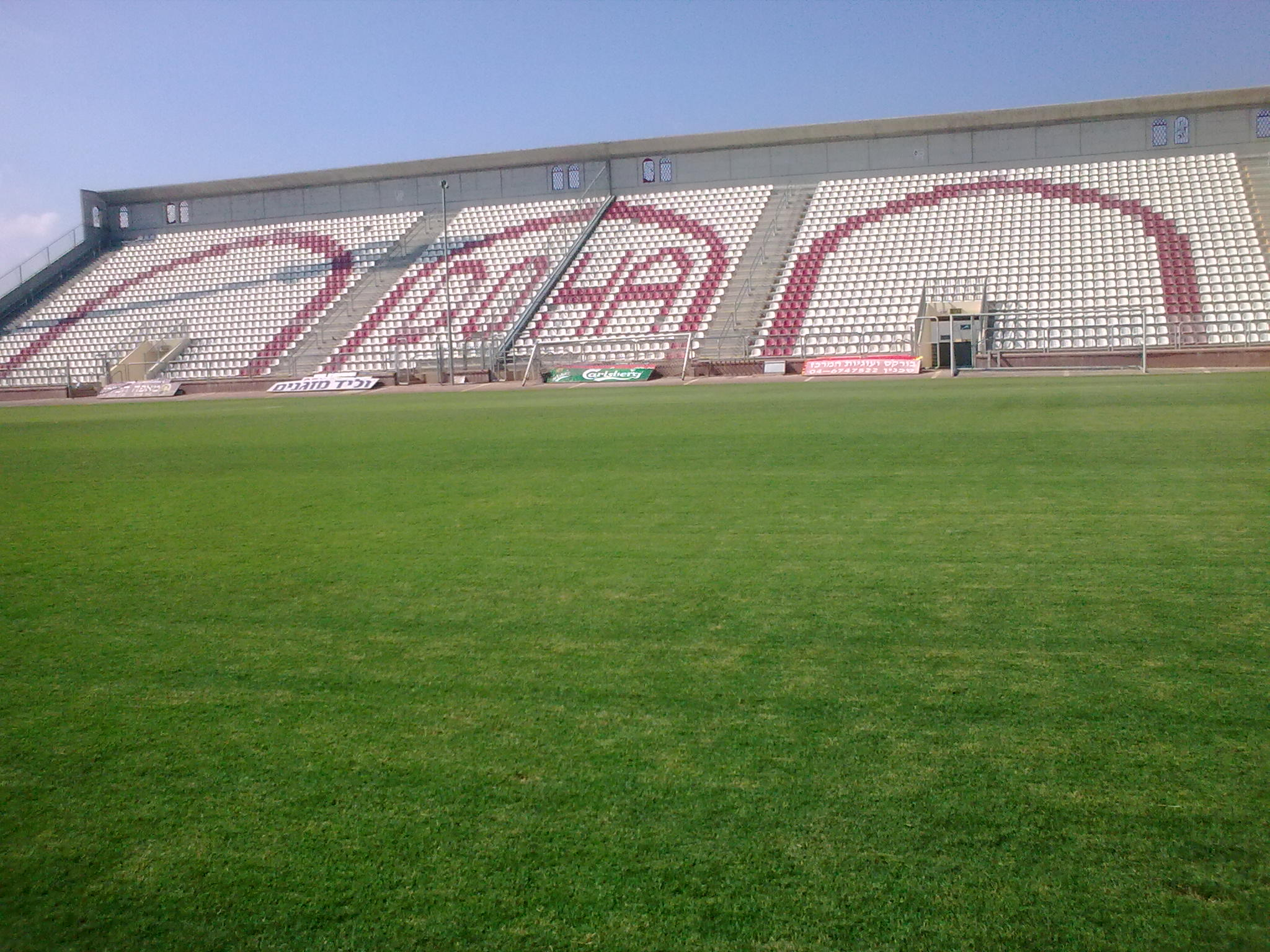
اضافة صورة

1. ↑  مذكور في: جيونيمز. الوصول: 6 أبريل 2015. لغة العمل أو لغة الاسم: الإنجليزية. تاريخ النشر: 2005.
2. ↑  "The construction of the Doha stadium's north stand was completed" (بلغة عبرية). One.co.il. 27 Jul 2009. Archived from the original on 2015-09-25. Retrieved 2009-07-27.{{استشهاد بخبر}}:  صيانة الاستشهاد: لغة غير مدعومة (link)
3. ↑  "قطر تمول بناء ملعب رياضي لعرب 1948". مؤرشف من الأصل في 2017-09-23. اطلع عليه بتاريخ 2017-09-22.
4. ↑  ^ תומר גנור ואחיה ראב"ד, התפרעות ענק של אוהדי סכנין ובית"ר, ynet, 8 בינואר 2006 نسخة محفوظة 02 أكتوبر 2017 على موقع واي باك مشين.
5. ↑  "إتحاد أبناء سخنين يُنتقد لتكريمه عزمي بشارة". تايمز أوف إسرائيل. مؤرشف من الأصل في 2017-09-28. اطلع عليه بتاريخ 2017-09-22.